# Penja
Penja ist eine Gemeinde in der Region Littoral in Kamerun. Penja ist eine Gemeinde des Départements Moungo.

## Geografie
Die Gemeinde liegt 15 Kilometer südwestlich von Loum.

## Verkehr
Penja liegt an der Fernstraße N5.